# Hashikami
Hashikami (jap. 階上町 Hashikami-chō) – miasto w Japonii, na wyspie Honsiu, w prefekturze Aomori. Według danych na rok 2020 miejscowość zamieszkiwało 13 496 mieszkańców , a gęstość zaludnienia wyniosła 143,6 os./km².